# Simaba paraensis
Simaba paraensis är en bittervedsväxtart som beskrevs av Adolpho Ducke. Simaba paraensis ingår i släktet Simaba och familjen bittervedsväxter. Inga underarter finns listade i Catalogue of Life.